# Mirotínek
Mirotínek (1869–1910 Měrotín, německy Merotein) je část obce Tvrdkov v okrese Bruntál. 
Mirotínek má ve znaku tři lilie ve štítu.

## Poloha
Mirotínek leží na rozhraní Olomouckého a Moravskoslezského kraje nedaleko města Rýmařov (cca 15 km jihozápadním směrem).  Vesnicí protéká potok Dražůvka.
Na východě nad vesnicí pod Mirotínským vrchem (632 m.n.n se) nalézá skála zvaná "Polské kameny" (dnes ukryta lese), kde v době tzv. Švédské války v 17. století padli a byli pohřbeni polští vojáci.

## Historie
Mirotínek patřil panství šumvaldského, kterou r. 1381 Jindřich ze Šumvaldu prodal Janovi a bratřím ze Šumvaldu. Roku 1446 věnoval Viktorin ze Šumvaldu své manželce Anně na Šumvaldě, Mirotíně a Lipině deset hřiven roční činže, později se dostal Miličským a r.1550 Albrechtovi z Boskovic na Úsově. V urbáři úsovském z let 1650-1675 jsou zapsáni s mlynářem a rychtářem (na č.25) celkem 24 domkářů, z nichž 9 usedlostí bylo pustých.Zákupní rychtu, která však nebyla obdařena svobodami písemnými, koupil v roce 1581 Michal Leiter z Mladoňovic, jehož rod ji měl v držení přes 100 let 
V roce 1793 zde bylo 42 domů, 262 obyv. ; v roce 1880 49 domů, 320 obyvatel; v roce 1900 52 domů, 280 katolických a německých obyvatel, rolníků a tkalců.
Ve středu obce se nachází budova bývalé základní školy. Jednotřídní škola byla postavena v roce 1816. V roce  1852 byla škola rozšířena. 
V letech 1938 až 1945 byl Mirotínek v důsledku uzavření Mnichovské dohody přičleněn k nacistickému Německu.
Mirotínek byl do roku 1979 samostatnou obcí. Od 1. ledna 1980 do 23. listopadu 1990 byl částí obce  Horní Město. Od 24. listopadu 1990 je částí obce Tvrdkov.
Při bleskových povodních roku 2020 rozvodněná Dražůvka strhla jeden z mostků a na mnoha místech poničila vyzděné břehy.

## Vybavenost
Obec nikdy neměla vlastní kostel, ale je zde zvonička nacházející se poblíž bývalé dědičné rychty. Od roku 1784 byla obec součástí tvrdkovské farnosti.
V obci se nachází Mirotínský hřbitov, kde se od roku 1969 nepohřbívá. Vznikl ve dvacátých letech minulého století. Na hřbitovním kříži je vytesán letopočet 1926. Mirotínští občané jsou pohřbíváni na hřbitově tvrdkovském.

Do obce je zavedena elektřina a telefonní síť.

## Vývoj počtu obyvatel
Počet obyvatel Mirotínku podle sčítání nebo jiných úředních záznamů:
| Rok            | 1869 | 1880 | 1890 | 1900 | 1910 | 1921 | 1930 | 1950 | 1961 | 1970 | 1980 | 1991 | 2001 | 2011 |
| -------------- | ---- | ---- | ---- | ---- | ---- | ---- | ---- | ---- | ---- | ---- | ---- | ---- | ---- | ---- |
| Počet obyvatel | 343  | 320  | 279  | 280  | 233  | 220  | 190  | 128  | 113  | 64   | 28   | 16   | 15   | 8    |

1. ↑  z toho: 5 Čechoslováků, 185 Němců; všichni římští katolíci

V Mirotínku je evidováno 62 adres : 30 čísel popisných (trvalé objekty) a 32 čísel evidenčních (dočasné či rekreační objekty). Při sčítání lidu roku 2001 zde bylo napočteno 30 domů, z toho 6 trvale obydlených.

## Galerie

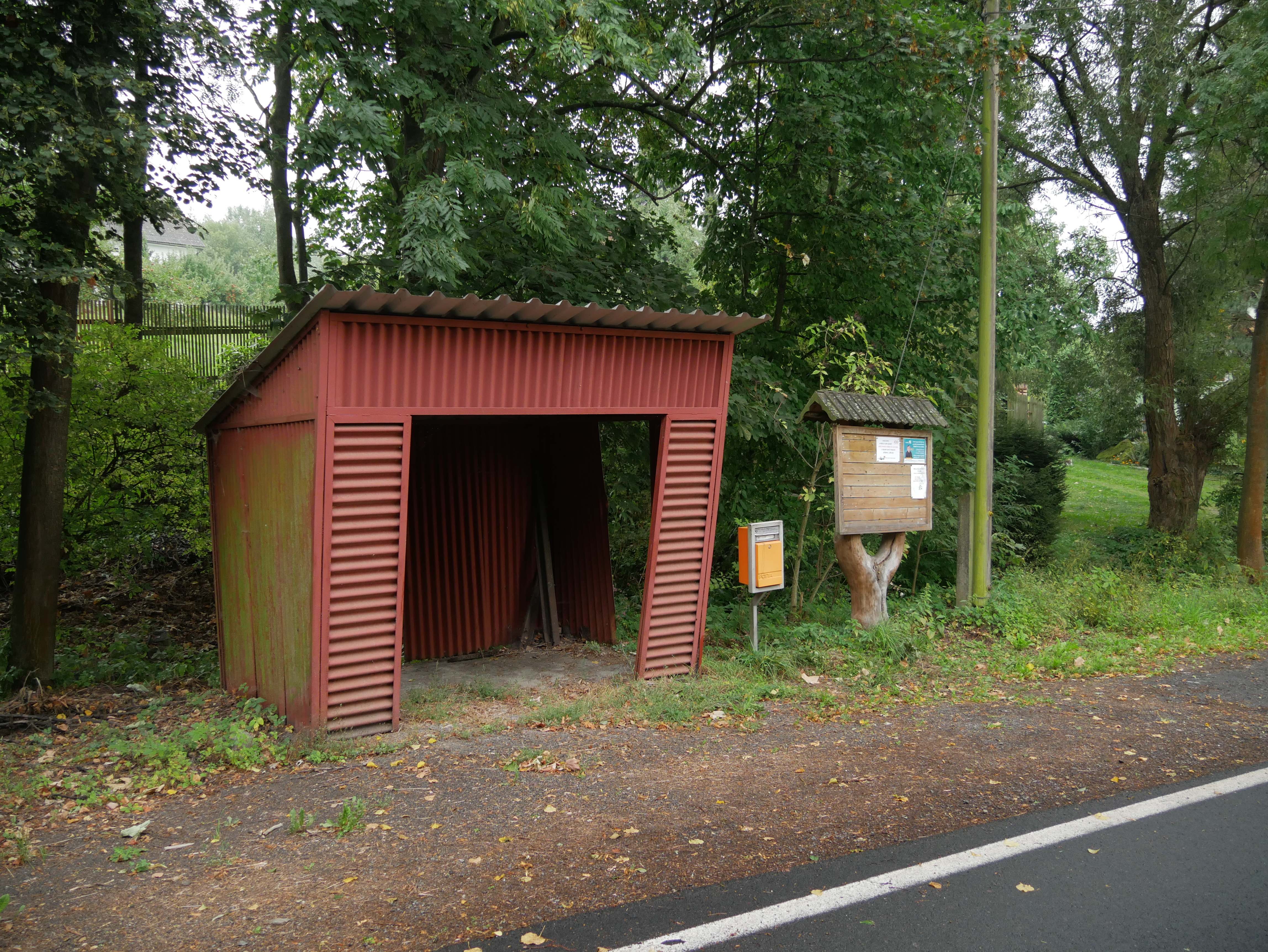
Opuštěná zastávka autobusové dopravy v Mirotínku, poštovní schránka a obecní plakátovací tabule
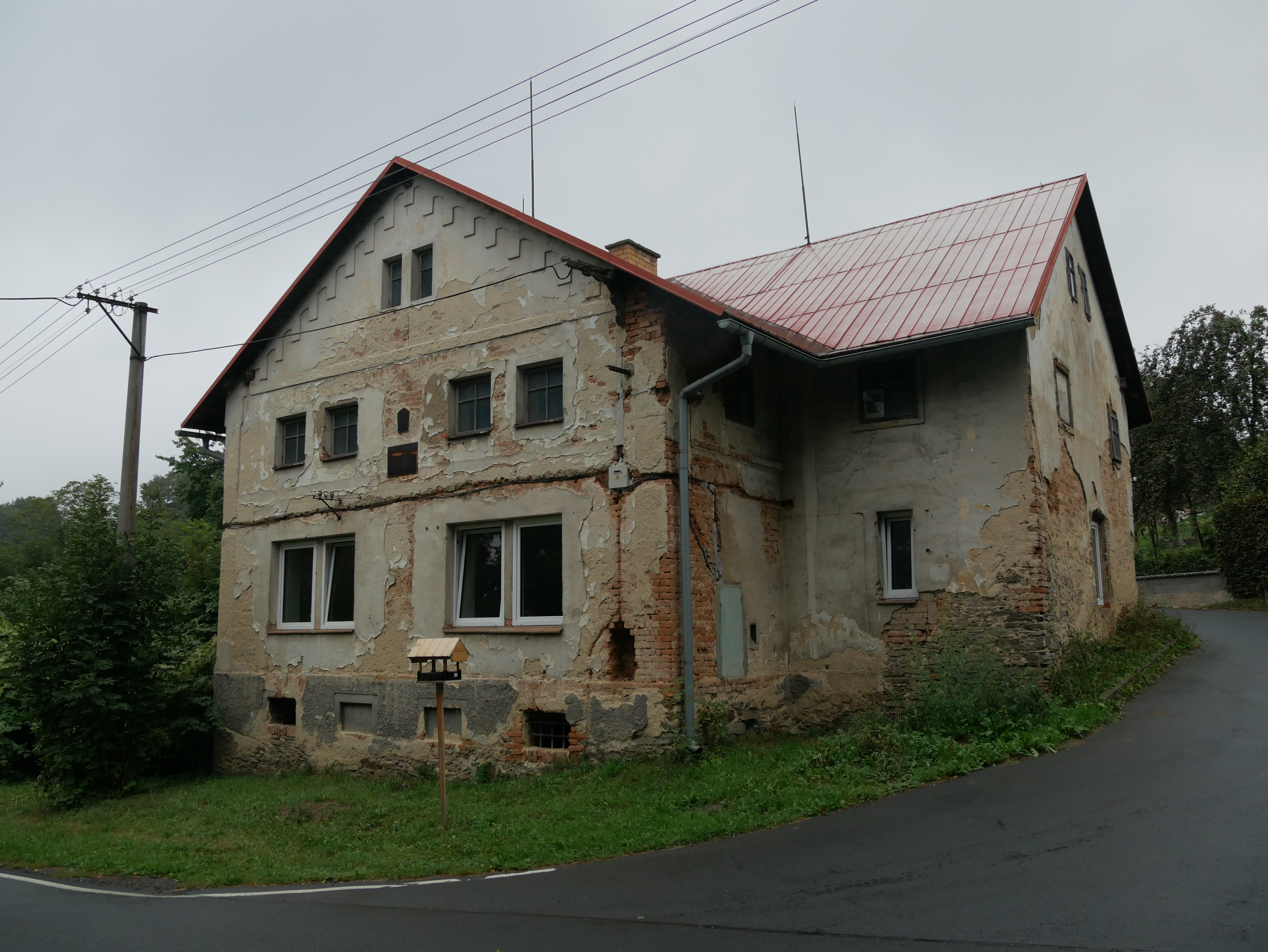
Budova bývalé obecné školy v Mirotínku
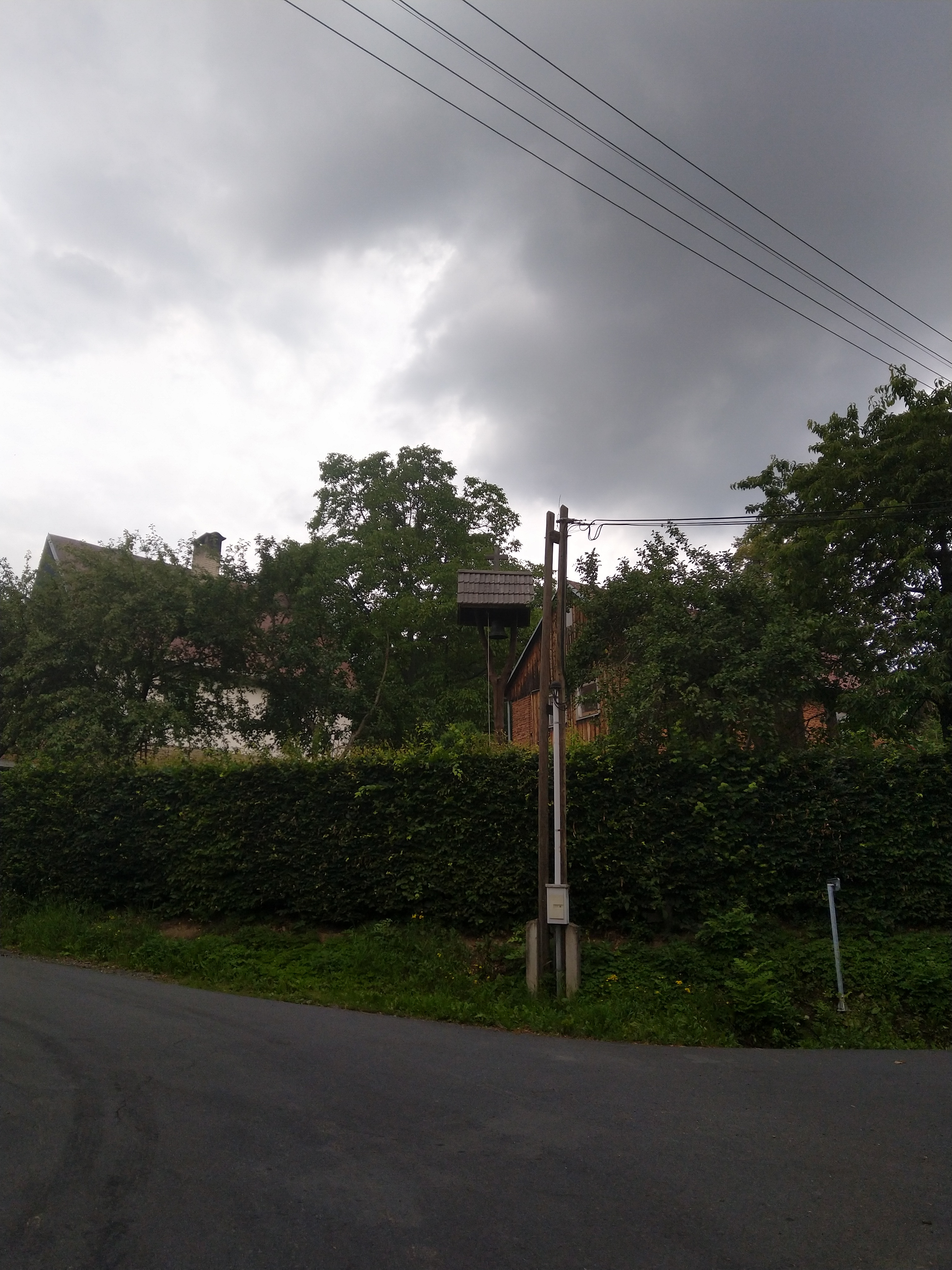
Zvonička v Mirotínku
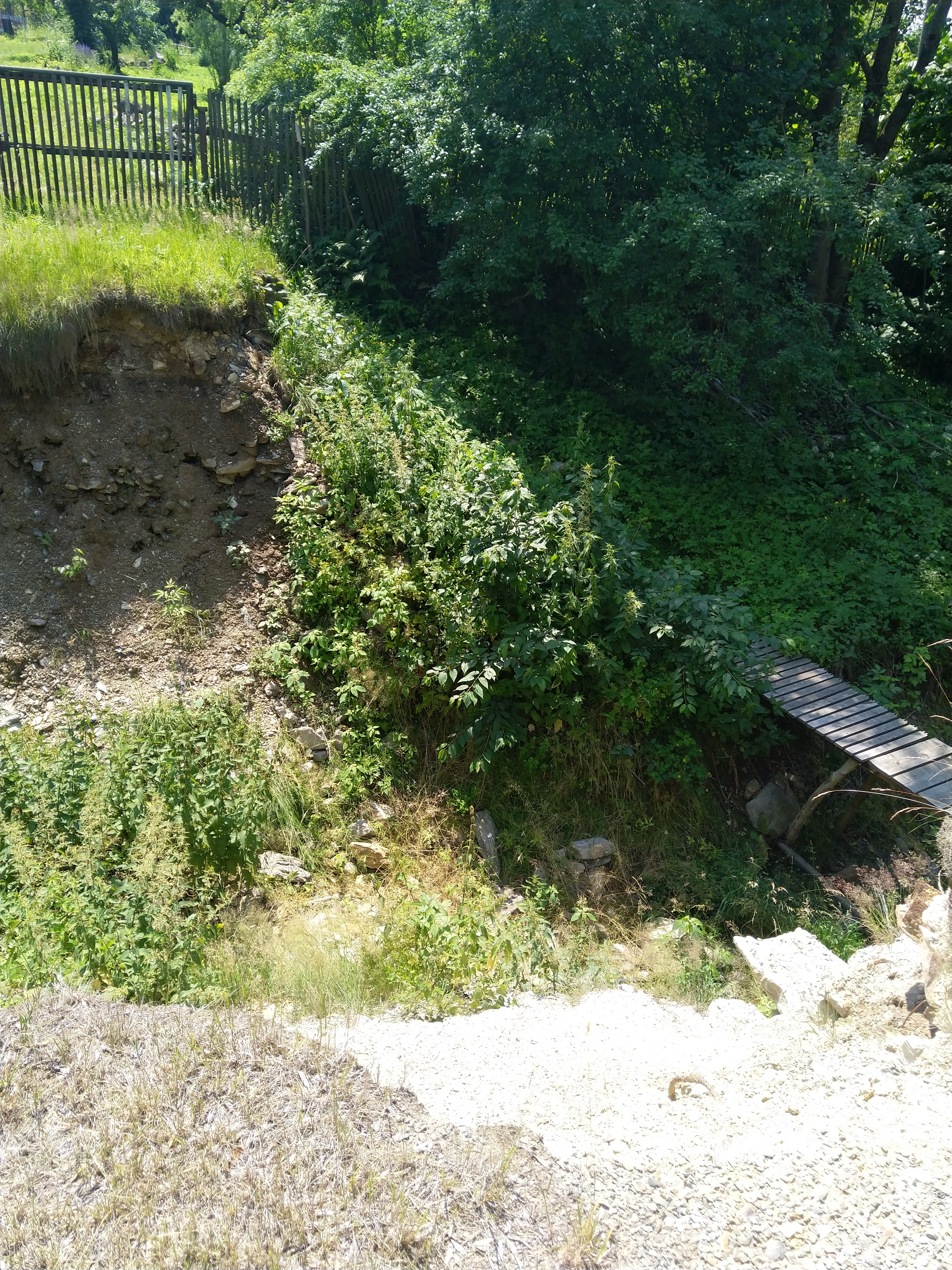
Břeh Dražůvky v Mirotínku